# Joseph Bologne de Saint-George
Joseph Bo(u)logne de Saint-George, més conegut com a Cavaller de Saint-George, (Illa de Guadalupe, França, 25 de desembre de 1745 - París, 10 de juny de 1799) fou un militar i compositor francès, fill de M. de Boulogne, conseller del rei al Parlament de Metz, i d'una esclava negra.
Va rebre una brillant educació, mercès a la qual se li obriren les portes de la més distingida societat. Abraçà el partit del duc d'Orleans, del qual fou secretari; després acceptà les idees revolucionàries, i el 1792 organitzà un regiment de caçadors a cavall, en el qual hi havia un gran nombre d'homes de color, i una vegada incorporat a l'exèrcit de Dumouriez, s'oposà a la invasió dels prussians. Fou un dels primers a denunciar la traïció d'aquell general.
Saint-George gaudí de molta fama com a músic i com a home elegant. Als disset anys ja vencia la majoria dels mestres d'esgrima de París. El seu talent com a violinista l'igualà als millors artistes del seu temps. Tingué com a professor de violí Leclair i Gossec li ensenyà la composició; amb aquest fundà el famós concert d'aficionats, en el qual Saint-Georges figurava com a primer violí.
El 1777 va ser candidat al càrrec de director de l'Acadèmia de Música, però no assolí el nomenament perquè els artistes es negaren a acceptar la direcció d'una persona de color. Fou un dels personatges més en voga de l'últim terç del segle xviii. Malgrat haver abraçat amb entusiasme les idees revolucionàries, fou detingut a París com a sospitós, però va ser posat en llibertat després del 9 de Termidor, i morí cinc anys després, pobre i oblidat de tothom.
Havia donat al teatre diverses òperes còmiques, entre elles:
- Ernestine (1777);
- La chasse (1778);
- La fillegarçon (1787);
- Le marchand de marrons (1788), etc., totes elles estrenades a París. També va compondre altres obres.